# Sul compimento e l’osservanza della nuova legge del processo matrimoniale
Sul compimento e l'osservanza della nuova legge del processo matrimoniale – pierwszy reskrypt papieża Franciszka ogłoszony  7 grudnia 2015. W Watykanie reskrypt został zaprezentowany 11 grudnia. W reskrypcie tym Papież objaśnia uprawnienia Trybunału Roty Rzymskiej dotyczące procedury zawierania małżeństwa.